# Епархия Салайны
Епархия Салайны (лат. Dioecesis Salinensis) — епархия Римско-Католической церкви с центром в городе Салайна, США. Епархия Салайны входит в митрополию Канзас-Сити в Канзасе. Кафедральным собором епархии Салайны является Собор Святейшего Сердца Иисуса.

## История
12 августа 1887 года Святой Престол учредил епархию Конкордии, выделив её из епархии Ливансворта (сегодня — архиепархия Канзас-Сити). 
23 декабря 1944 года епархия Конкордия была переименована в епархию Салайны.

## Ординарии епархии
- епископ Ричард Скэннелл[англ.] (09.08.1887 — 30.01.1891) — назначен епископом Омахи
- епископ Джон Фрэнсис Каннингем[англ.] (14.05.1898 — 23.06.1919)
- епископ Фрэнсис Джозеф Тиф[англ.] (16.12.1920 — 11.06.1938)
- епископ Фрэнсис Августин Тилль[англ.] (24.08.1938 — 21.05.1957)
- епископ Фредерик Уильям Фрекинг[англ.] (10.10.1957 — 30.12.1964) — назначен епископом Ла-Кросса
- епископ Кирилл Джон Фогель[англ.] (14.04.1965 — 04.10.1979)
- епископ Даниэль Уильям Кучера[англ.] (05.03.1980 — 20.12.1983) — назначен архиепископом Дубьюка
- епископ Джордж Кинзи Фитцсаймонс[англ.] (28.03.1984 — 21.10.2004)
- епископ Пол Стэгг Кокли[англ.] (21.10.2004 — 16.12.2010) — назначен архиепископом Оклахома-Сити
- епископ Эдвард Джозеф Уайзенбергер (06.02.2012 — 03.10.2017) — назначен епископом Тусона
- епископ Джеральд Ли Винке[англ.] (с 13.06.2018)

## Источник
- Annuario Pontificio, Libreria Editrice Vaticana, Città del Vaticano, 2003, ISBN 88-209-7422-3